# Yassine Salhi
Ne pas confondre avec Yassin Salhi, auteur présumé de l'attentat de Saint-Quentin-Fallavier.
Pour le joueur de futsal marocain, voir Yassin Salhi.
Yassine Salhi (en arabe : ياسين الصالحي), né le 3 novembre 1987 à Casablanca (Maroc), est un footballeur international marocain qui évolue au poste de milieu de terrain ou d'attaquant.
Après une formation initiale au Tihad Athletic Sport puis à l'AS Lafarge, il intègre le centre de formation du Raja Club Athletic en 2006. Un an après, il est prêté au Racing Athletic Club et fait son retour en 2009 où il s'impose comme un attaquant patenté en finissant la saison 2009-2010 comme 2e buteur du Raja CA. Il remporte ensuite deux championnats (2011 et 2013), une Coupe du trône en 2012 et joue la finale de la Coupe du monde des clubs en 2013. En 2016, il quitte son club de cœur pour rejoindre Al-Kuwait où il remporte la Coupe du Koweït et inscrit un doublé en finale. Il passe ensuite des expériences plus ou moins courtes au Moghreb de Tétouan, Al-Dhafra, Al Orooba et le Raja de Béni Mellal.
En sélection, il est retenu par Eric Gerets en 2012 pour prendre part avec les Lions de l'Atlas aux qualifications de la Coupe du monde de 2014. Avec la sélection locale, il remporte la Coupe arabe des nations 2012 où il est sacré meilleur joueur et meilleur buteur de la compétition, en marquant, notamment, un quadruplé contre le Yémen.
Il joua également au Beach soccer avec l'Équipe nationale marocaine et le Raja Club Athletic beach soccer.

## Biographie
Yassine Salhi naît à Hay Mohammadi, Casablanca, d'une famille appartenant à la tribu chaouia d'Ouled Ziane. Malgré avoir grandi en ville, il visite souvent sa famille qui habite encore à Ouled Ziane dans la région Casablancaise.

### Club

#### Prêt au Racing AC
Lors de la saison 2008/2009, à la suite d'un prêt du Raja Club Athletic, il évolue au Racing Athletic de Casablanca où il porte le maillot numéro 17, et obtient le statut de meilleur buteur de la 2e division marocaine avec 24 buts.
Grâce à ces performances, il revient au Raja entraîné à ce moment-là par José Romão. Son retour est confronté à celui de Soufiane Alloudi, ce qui l'empêche de continuer sur la lancée de ses performances en 2e division. Il reste sur le banc de touche pendant la phase "aller" du championnat mais il termine très bien la saison, puisque lors de la phase "retour", il inscrit pas moins de 10 buts en seulement 12 matchs.

#### Raja Club Athletic

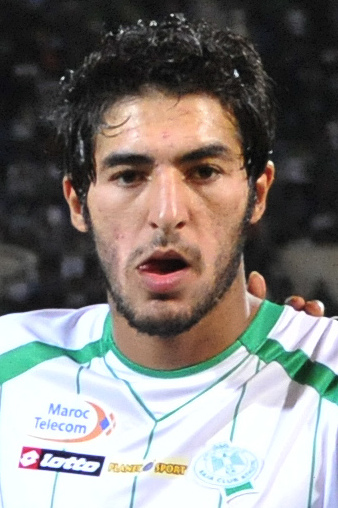
Yassine Salhi avec le Raja en 2011

Yassine Salhi remporte le championnat du Maroc avec le Raja CA en 2011, championnat pendant lequel il marque 7 buts, dont plusieurs décisifs pendant sa carrière avec le Raja il a gagné titres collectifs et individuels et participe à la Coupe du monde des clubs de la FIFA 2013.
Le 1er juin 2015, après la fin de son contrat, le club le renouvelle d'une saison et lui remet le dossard n°10 vacant après le départ de Salaheddine Aqqal.

#### Le prêt au Koweït SC
Le 30 janvier 2016, Yassine Salhi, à la suite d'un désaccord entre lui et l'entraîneur du Raja, Rachid Taoussi, est prêté au Koweït SC et signe un contrat de 4 mois pour une somme de 200 mille dollars.
Yassine Salhi ne rencontre aucune difficulté à s'adapter au jeu de son nouveau club. Il marque trois buts dès ses quatre premiers matches en Championnat du Koweït, face au Sahel SC (victoire 1-0), Al Yarmouk (victoire 3-1), et Al Arabi Sporting Club (match nul 1-1).
Mais c'est lors de la Coupe du Koweït que Salhi réalisera une performance hors normes, avec 5 buts marqués en 3 matches consécutifs; 2 buts contre Khaitan SC en quarts de finale (victoire 4-0), 1 but contre Qadsia SC en demi-finales, et 2 buts contre Al Arabi SC en finale, menant son équipe à remporter la Coupe du Koweït pour la 11éme fois dans l'histoire du club.
Yassine Salhi fini sa demi-saison en marquant 8 buts, en toute compétitions confondus. Par conséquent, il remporte le Soulier d'or en tant que meilleur buteur de la Coupe du Koweït, et il est nommé meilleur joueur étranger en Championnat du Koweït.

#### MAT et expériences aux EAU
Le 17 septembre 2016, après une expérience courte et réussie au Koweït, Yassine Salhi signe un contrat de 2 ans avec le Moghreb Athlétic de Tétouan.
Le 8 octobre 2016, il fait sa première apparition sous les couleurs de son nouveau club, portant le maillot numéro 99, contre le CAK.
Le 29 octobre 2016, lors de la victoire du MAT face à l'AS FAR (3-1), Salhi entre en jeu au temps additionnel, en remplaçant son coéquipier Yassine Lakhal 2 minutes après le coup de sifflet final, et au premier toucher de balle il marque le 3e but de son équipe, et son premier sous le maillot de Moghreb Athlétic de Tétouan.
Le 1er novembre 2016, contre le Wydad Athletic Club (défaite, 1-2), Yassine Salhi marque son deuxième but 3 minutes après son entrée en jeu en 75'minute et réduit le score.
En janvier 2017, il est prêté à Al-Dhafra qui évolue dans le Championnat des Émirats arabes unis pour six mois. Il revient en été et passe une saison au Moghreb de Tétouan avant de retourner en 2018 aux Émirats arabes unis, cette fois-ci à Al Orooba.

#### Fin de carrière au Raja de Béni Mellal
En janvier 2020, il retourne au pays et signe au Raja de Béni Mellal. 
Le 21 février, il marque contre son équipe de cœur le Raja Club Athletic en transformant un penalty avec succès à la 84e minute (défaite 2-1).
Le 9 mars, il inscrit un coup franc contre le Rapide Club d'Oued Zem au titre de la 20e journée et offre à son équipe la première victoire de la saison.

## Sélection marocaine
Le 15 mai 2012, il est retenu par le sélectionneur Eric Gerets pour les deux matchs de la sélection marocaine comptant pour les qualifications de la Coupe du monde de football de 2014 (Gambie et Côte d'Ivoire).
Durant la Coupe arabe des nations 2012, le 29 juin 2012, il réussit à marquer un quadruplé contre le Yémen. Il récidive en marquant contre le Bahreïn et l'Irak.
À la fin de la Coupe arabe des nations de football 2012, il est élu meilleur joueur et meilleur buteur du tournoi avec 6 réalisations en 5 matchs.
Après sa prestation impressionnante en Coupe arabe des nations de football 2012, il obtient le surnom (غوليادور العرب) qui signifie (Buteur des Arabes).
| Matches internationaux du Maroc | Matches internationaux du Maroc | Matches internationaux du Maroc                              | Matches internationaux du Maroc | Matches internationaux du Maroc | Matches internationaux du Maroc | Matches internationaux du Maroc          | Matches internationaux du Maroc |
| 0                               | Date                            | Lieu                                                         | Adversaire                      | Score                           | Résultats                       | Compétitions                             |                                 |
| ------------------------------- | ------------------------------- | ------------------------------------------------------------ | ------------------------------- | ------------------------------- | ------------------------------- | ---------------------------------------- | ------------------------------- |
| 1                               | 25 mai 2012                     | Grand Stade de Marrakech, Marrakech, Maroc                   | Sénégal                         | —                               | 1-0                             | Match amical                             |                                 |
| 2                               | 2 juin 2012                     | Independence Stadium, Bakau, Gambie                          | Gambie                          | —                               | 1-1                             | Éliminatoires Coupe du monde 2014        |                                 |
| 3                               | 9 juin 2012                     | Grand Stade de Marrakech, Marrakech, Maroc                   | Côte d'Ivoire                   | —                               | 2-2                             | Éliminatoires Coupe du monde 2014        |                                 |
| 4                               | 23 juin 2012                    | Stade du Prince Abdullah Al-Faisal, Djeddah, Arabie saoudite | Bahreïn                         | 2-0                             | 4-0                             | Coupe arabe 2012                         |                                 |
| 5                               | 26 juin 2012                    | Stade du Prince Abdullah Al-Faisal, Djeddah, Arabie saoudite | Libye                           | —                               | 0-0                             | Coupe arabe 2012                         |                                 |
| 6                               | 29 juin 2012                    | Stade du Prince Abdullah Al-Faisal, Djeddah, Arabie saoudite | Yémen                           | 0-1                             | 0-4                             | Coupe arabe 2012                         |                                 |
| 6                               | 29 juin 2012                    | Stade du Prince Abdullah Al-Faisal, Djeddah, Arabie saoudite | Yémen                           | 0-2                             | 0-4                             | Coupe arabe 2012                         |                                 |
| 6                               | 29 juin 2012                    | Stade du Prince Abdullah Al-Faisal, Djeddah, Arabie saoudite | Yémen                           | 0-3                             | 0-4                             | Coupe arabe 2012                         |                                 |
| 6                               | 29 juin 2012                    | Stade du Prince Abdullah Al-Faisal, Djeddah, Arabie saoudite | Yémen                           | 0-4                             | 0-4                             | Coupe arabe 2012                         |                                 |
| 7                               | 3 juillet 2012                  | Stade du Prince Abdullah Al-Faisal, Djeddah, Arabie saoudite | Irak                            | 2-0                             | 2-1                             | Coupe arabe 2012                         |                                 |
| 8                               | 6 juillet 2012                  | Stade du Prince Abdullah Al-Faisal, Djeddah, Arabie saoudite | Libye                           | —                               | 1-1, 1-3tab                     | Coupe arabe 2012                         |                                 |
| 9                               | 15 août 2012                    | Complexe sportif Moulay-Abdallah, Rabat, Maroc               | Guinée                          | 1-2                             | 1-2                             | Match amical                             |                                 |
| 10                              | 9 septembre 2012                | Estádio da Machava (en), Maputo, Mozambique                  | Mozambique                      | —                               | 2-0                             | Qualifications à la Coupe d'Afrique 2013 |                                 |

## Statistiques

### Générales
| Saison        | Club          | Championnat | Championnat | Championnat | Championnat | Coupe nationale | Coupe nationale | Coupe nationale | Coupe de la Ligue | Coupe de la Ligue | Coupe de la Ligue | Supercoupe | Supercoupe | Supercoupe | Compétition(s) continentale(s) | Compétition(s) continentale(s) | Compétition(s) continentale(s) | Compétition(s) continentale(s) | Maroc | Maroc | Maroc | Total | Total | Total |
| Saison        | Club          | Division    | M.          | B.          | P.d.        | M.              | B.              | P.d.            | M.                | B.                | P.d.              | M.         | B.         | P.d.       | Comp.                          | M.                             | B.                             | P.d.                           | M.    | B.    | P.d.  | M.    | B.    | P.d.  |
| 2007-2008     | Raja          | Botola      | -           | -           | -           | -               | -               | -               | -                 | -                 | -                 | -          | -          | -          | -                              | -                              | -                              | -                              | -     | -     | -     | 0     | 0     | 0     |
| Sous-total    | Sous-total    | Sous-total  | -           | -           | -           | -               | -               | -               | -                 | -                 | -                 | -          | -          | -          | -                              | -                              | -                              | -                              | -     | -     | -     | 0     | 0     | 0     |
| 2008-2009     | RAC (prêt)    | Botola 2    | 30          | 24          | -           | -               | -               | -               | -                 | -                 | -                 | -          | -          | -          | -                              | -                              | -                              | -                              | -     | -     | -     | 30    | 24    | 0     |
| Sous-total    | Sous-total    | Sous-total  | 30          | 24          | -           | -               | -               | -               | -                 | -                 | -                 | -          | -          | -          | -                              | -                              | -                              | -                              | -     | -     | -     | 30    | 24    | 0     |
| 2009-2010     | Raja          | Botola      | 12          | 10          | -           | -               | -               | -               | -                 | -                 | -                 | -          | -          | -          | -                              | -                              | -                              | -                              | -     | -     | -     | 12    | 10    | 0     |
| 2010-2011     | Raja          | Botola      | 28          | 7           | -           | -               | -               | -               | -                 | -                 | -                 | -          | -          | -          | -                              | -                              | -                              | -                              | -     | -     | -     | 28    | 7     | 0     |
| 2011-2012     | Raja          | Botola      | 26          | 8           | 4           | 1               | 1               | -               | -                 | -                 | -                 | -          | -          | -          | CL                             | 2                              | 1                              | -                              | -     | -     | -     | 29    | 10    | 4     |
| 2012-2013     | Raja          | Botola      | 19          | 7           | 4           | 2               | 1               | 1               | -                 | -                 | -                 | -          | -          | -          | UAFA                           | 4                              | 1                              | -                              | -     | -     | -     | 25    | 9     | 5     |
| 2013-2014     | Raja          | Botola      | 16          | 2           | 6           | -               | -               | 1               | -                 | -                 | -                 | -          | -          | -          | CL                             | -                              | -                              | -                              | -     | -     | -     | 16    | 2     | 7     |
| 2014-2015     | Raja          | Botola      | 16          | 2           | 3           | -               | -               | -               | -                 | -                 | -                 | -          | -          | -          | CL+CAF                         | 6+2                            | 1+0                            | 1+1                            | -     | -     | -     | 24    | 3     | 5     |
| 2015-jan.2016 | Raja          | Botola      | -           | 3           | -           | -               | -               | -               | -                 | -                 | -                 | -          | -          | -          | -                              | -                              | -                              | -                              | -     | -     | -     | 0     | 3     | 0     |
| Sous-total    | Sous-total    | Sous-total  | 129         | 39          | 17          | 3               | 2               | 2               | -                 | -                 | -                 | -          | -          | -          | -                              | 14                             | 3                              | 2                              | -     | -     | -     | 146   | 44    | 21    |
| jan-juin 2016 | Koweït (prêt) | VIVA        | 12          | 3           | 2           | 3               | 5               | -               | -                 | -                 | -                 | -          | -          | -          | -                              | -                              | -                              | -                              | -     | -     | -     | 15    | 8     | 2     |
| Sous-total    | Sous-total    | Sous-total  | 12          | 3           | 2           | 3               | 5               | 0               | -                 | -                 | -                 | -          | -          | -          | -                              | -                              | -                              | -                              | -     | -     | -     | 15    | 8     | 2     |
| 2016-2017     | MAT           | Botola      | 6           | 5           | -           | -               | -               | -               | -                 | -                 | -                 | -          | -          | -          | -                              | -                              | -                              | -                              | -     | -     | -     | 6     | 5     | 0     |

## Palmarès

### En club
Raja Club Athletic
- Championnat du Maroc
  - Champion en 2011 et 2013
  - Vice-champion en 2010 et 2014
- Coupe du Trône
  - Vainqueur en 2012
  - Finaliste en 2013
- Coupe du monde des clubs
  - Finaliste en 2013

 Koweït SC
- Coupe du Koweït
  - Vainqueur en 2016

### En sélection
Maroc
- Coupe arabe des nations
  - Vainqueur en 2012

### Distinctions personnelles
- Meilleur buteur de la Coupe arabe des nations 2012 avec 6 buts
- Élu meilleur joueur de la Coupe arabe des nations 2012
- Meilleur passeur de la Botola Pro 1 saison 2013-2014 avec 7 passes décisives.
- Meilleur buteur de la Botola 2 saison 2008-2009 avec 19 buts.
- Trophée Mars d'or du meilleur joueur marocain en 2014.
- Meilleur buteur de la Coupe du Koweït avec 5 buts
- Élu meilleur joueur étranger en Championnat du Koweït 2015-2016